# باري وليامز (لاعب كرة قدم)
باري وليامز (بالإنجليزية: Barrie Williams)‏ هو لاعب كرة قدم ومدرب كرة قدم بريطاني، ولد في 4 نوفمبر 1955 في كارماذن ‏ في المملكة المتحدة، وتوفي في 23 أبريل 2018 في إسبانيا.